# Metro: Last Light
Metro Last Light és un videojoc de trets en primera persona, seqüela directa de Metro 2033, orientat a l'acció combinada amb elements de survival horror i desenvolupat per 4A Games i distribuït per THQ.
Originalment va ser anunciat com a Metro 2034, encara que l'autor Dmitri Glukhovski aparentment ha treballat amb els desenvolupadors, no té cap rellevància pel que fa al llibre Metro 2034. El 25 d'agost de l'any 2014 va ser llançat al mercat Metro Redux per a les videoconsoles de nova generació i per a PC per a la plataforma Steam, i l'11 de maig de 2015 per a la plataforma Gog.com.

## Argument
Ha passat un any d'ença que l'Artyom enviés diversos míssils a destruir l'eixam de la raça coneguda com «Els Foscos», acabant així amb la raça més misteriosa del post apocalíptic entorn en què ha quedat l'antiga Moscou. Semblava que la història havia d'acabar-se aquí, fins que una notícia canvia la situació. En Khan, company de l'Artyom, li informa que ha vist un Fosc a un parc de la superfície que ha sobreviscut a l'atac. Trobar aquest esser podria canviar el curs dels esdeveniments. És per això que decideixen informar en Miller, líder de la seva estació, amb l'esperança de poder-lo convèncer perquè els permeti contactar amb la criatura. Tanmateix, en lloc d'això, Miller decideix enviar l'Artyom al costat de la seva pròpia filla Anna per matar el Fosc supervivent. Quan en Khan tracta d'impedir-ho, és apartat de la missió. Artyom és amenaçat per complir amb la missió i al costat d'Anna són enviats a través dels túnels del metro abandonats fins a la superfície. Una vegada allà, Artyom explora la zona mentre l'Anna el protegeix des d'una posició de franctiradora.
Després d'un enfrontament amb alguns mutants, l'Anna localitza el Fosc i l'Artyom surt en la seva recerca fins que finalment l'atrapa. Però llavors descobreix que el Fosc és en realitat tan sols una cria. En entrar en contacte amb la criatura, aquesta s'infiltra en la ment de l'Artyom, provocant-li un estat alterat de consciència. La ment d'Artyom viatja fins al moment en què va llançar els míssils que van destruir la llar dels Foscos un any enrere, i és testimoni de com l'ona expansiva arrasa tots aquests éssers mentre la jove criatura aconsegueix escapar. En aquest instant l'Artyom desperta bruscament en ser capturat per uns exploradors del Reich, una de les faccions humanes enfrontada a la resta. Artyom és colpejat i queda inconscient, mentrestant ell i el Fosc són traslladats a la bases del Reich a la xarxa de metro.
Després de despertar-se, Artyom descobreix que està a punt de ser brutalment interrogat al costat d'altres presoners, alguns d'ells acaben sent assassinats. Tanmateix, gràcies a l'acció d'un dels presoners de la facció dels Vermells (enfrontada al Reich) un company anomenat Pavel, aconsegueixen escapar-se dels seus segrestadors, i junts inicien una fugida de les instal·lacions.
Després de fugir del territori del Reich, surten a la perillosa superfície on es troben a un dels nombrosos avions devastats per la guerra, on Artyom té una visió de com l'aparell es va estavellar. Després de derrotar molts enemics aconsegueixen arribar al Teatre, la capital cultural del Metro (la Polis és la capital científica), on l'Artyom pot descansar una mica. Després d'això Pàvel l'enverina i el captura, revelant que el traidor tenia un alt càrrec a la Línia Vermella, després de sessions de tortures, Artyom reeix escapar-se de l'interrogatori, i es troba amb Pàvel. Tot seguit Artyom viurà nombroses aventures i traïcions, tot i que també podrà descansar als refugis.

## Jugabilitat
A diferència de l'anterior lliurament, aquest títol presentà més acció externa ambientada en un escenari postapocalíptic de la ciutat russa de Moscou, on no hi ha cap rastre de civilització excepte les criatures fosques que el jugador trobarà. Equipats amb la típica màscara i vestit antiradiació, que són presents també en el seu antecessor, el jugador viurà una sensació de solitud i d'angoixa caminant sobre les ruïnes de la ciutat on els cotxes i qualsevol rastre d'una societat anterior, estan a sota de tones de neu i cendra. Metro: Last Light fa servir el mateix sistema de comerç de municions per a poder intercanviar els objectes necessaris tal com es feia a Metro 2033.
4A Games ha esmentat sobre una possible utilització d'aigua i foc com a elements claus, degut a això es poden veure incendis que afecten directament la jugabilitat. Metro: Last Light originalment havia de tenir un mode multijugador, però aquest va ser descartat amb la finalitat de donar-li més recursos al mode campanya, a més que era difícil integrar el mode multijugador en el context del joc.

## Desenvolupament
El joc va ser donat a conèixer mitjançant una nota de premsa, Danny Bilson de THQ ha declarat el següent: «Creiem que Metro 2033 va ser una obra mestra amb poques imperfeccions. Era un joc bonic i original que no va rebre el suport de màrqueting que necessitava. No repetirem aquest error amb Metro: Last Light. Aquest joc supera l'original en tots els aspectes, tindrà un mode de joc més polit, profund i sofisticat, i un mode de combat visceral, sense perdre els nostres fans que es van enamorar de l'original. Metro: Last Light és una altra peça d'art d'aquest estudi de l'Europa de l'Est dins del desenvolupament de jocs que estremirà i aterroritzarà a tot aquell que busqui una experiència més cerebral que el típic joc de trets en primera persona».
D'altra banda, Huw Beynon (el responsable de comunicació de 4A Games) va parlar en una entrevista sobre les millores del joc per donar més detalls, i va respondre sobre el canvi del títol del joc.

## Requisits per PC
Mínims
- Windows: XP (32-Bit), Vista, 7 o 8, Linux o OSX
- CPU: 2.2 GHz Dual Core i.g. Intel Core 2 Duo
- RAM: 2GB Direct X: 9.0c
- Targeta gràfica: DirectX 9, Shader Model 3 compatible (ex. NVIDIA GTS 250), o AMD equivalent (ex. seriï HD Radeon 4000) o superior

Per usar la visió 3D
- NVIDIA GTX 275 o superior
- 120Hz Monitor
- NVIDIA 3D Vision kit per Windows Vista, 7 o 8

Recomanats
- Windows: Vista, 7 o 8, Linux o OSX
- CPU: 2.6 GHz Quad Core ex. Intel Core i5
- RAM: 4GB Direct X: 11 Targeta gràfica:
- NVIDIA GTX 580/660 Tu (o AMD equivalent ex. 7870) o superior

Per fer servir la visió 3D: 
- NVIDIA GTX 580/660Tu o superior
- 120Hz Monitor
- NVIDIA 3D Vision kit per Windows Vista, 7 o 8

Òptims
- Windows: Vista, 7 o 8, Linux o OSX
- CPU: 3.4 GHz Multi-Core i.g. Intel Core i7
- RAM: 8GB Direct X: 11
- Targeta gràfica: NVIDIA GTX 690 / NVIDIA Titan